# Adinandra
Adinandra é um género botânico pertencente à família Pentaphylacaceae.

## Espécies
- Adinandra acuminata
- Adinandra acuta
- Adinandra acutifolia